# Volksbank Hellweg
Die Volksbank Hellweg eG ist eine genossenschaftliche Bank in der Region Hellweg, Deutschland. Sie bietet Finanzdienstleistungen für Privat- und Geschäftskunden an, darunter Finanzierungen, Sparpläne und Anlageberatung.
Mit Filialen in Soest, Werl, Ense und Warstein sowie digitalen Kontaktmöglichkeiten ist die Volksbank Hellweg eG gut erreichbar.

## Geschichte

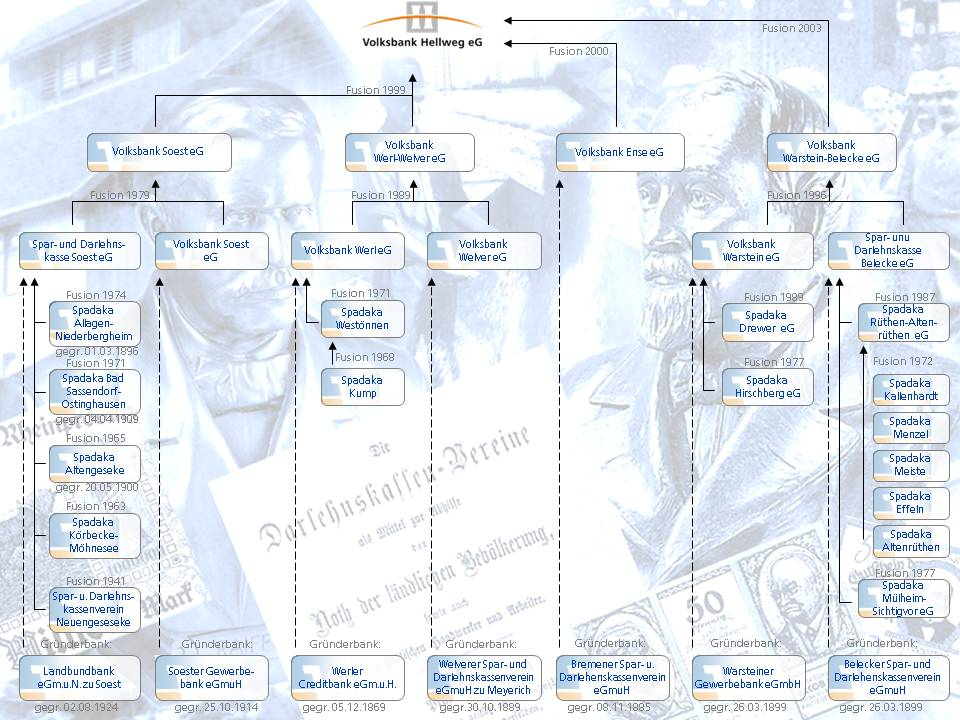
Historie der Volksbank Hellweg

Die Ursprünge der Volksbank Hellweg eG als Zusammenschluss mehrerer heimischer Banken reichen bis in das 19. Jahrhundert zurück. Der Name „Volksbank Hellweg eG“ ist aus der 1999 erfolgten Fusion zwischen der damaligen Volksbank Soest eG und der Volksbank Werl-Welver eG entstanden. In dieser Zeit zeichnete sich das Kreditinstitut durch ein großes Wachstum aus.
Im Jahr 2000 wurde das Geschäftsgebiet durch die Fusion mit der Volksbank Ense eG erweitert. Zuletzt war es die Volksbank Warstein-Belecke eG, die 2003 mit der weiterwachsenden Volksbank Hellweg eG fusionierte. Im Jahr 2002 gründete sie die Bürgerstiftung Hellweg-Region. Heute besitzt die Volksbank Hellweg eG insgesamt 11 Filialen, davon 8 personenbesetzte Geschäftsstellen.

## Geschäftsgebiet
Die Geschäftsstellen bzw. Selbstbedienungs-Filialen verteilen sich im Kreis Soest folgendermaßen:

### Geschäftsstellen
- Soest
- Werl
- Warstein
- Ense
- Möhnesee-Körbecke
- Bad Sassendorf
- Welver
- Belecke

### Selbstbedienungs-Filialen
- Soest
- Werl-Westönnen
- Warstein-Sichtigvor